# 荻野晃一
荻野 晃一（おぎの こういち、1966年8月11日 - ）は、日本の車いすラグビー指導者、元車いすラグビー選手。千葉県鎌ケ谷市出身。ミスター車いすラグビーと呼ばれている。

## 略歴
24歳の時、海水浴で岩に衝突して頚椎を損傷。リハビリをきっかけで車いすラグビーを始めた。パラリンピックではアテネ大会・北京大会・ロンドン大会で日本代表に選ばれた。また日本代表の主将を務めたことがある。
現役引退後、2013年、車いすラグビー日本代表のアシスタントコーチに就任。翌2014年、指導者の突然の辞任に伴い監督になる。
2016年、リオデジャネイロ大会では監督として初のメダル獲得に貢献。